# Hålsjö, Borås kommun
Hålsjö är en bebyggelse omkring och norr om Hålsjön i Borås kommun. Bebyggelsen har sedan 2020 av SCB klassats som en småort.